# Вдовенко Олексій Віталійович
Олексі́й Віта́лійович Вдове́нко (12 лютого 1983, Вороніж, Шосткинський район, Сумська область — 13 квітня 2014, Довгополівка, Роменський район, Сумська область) — український військовик, учасник російсько-української війни.

## Життєвий шлях
Олексій Вдовенко народився в смт Вороніж на Сумщині. У 1999 році закінчив Вороніжську загальноосвітню школу, у 2000 році — професійно-технічне училище № 42 смт Вороніж (з 2009 року входить до складу Шосткинського центру професійно-технічної освіти, місто Шостка). З 2011 року працював водієм у ПАТ «Сумигаз», Шосткинське управління з експлуатації газового господарства.
Під час російської збройної агресії призваний до Збройних Сил України за мобілізацією 26 березня 2014 року Шосткинсько-Середино-Будським об'єднаним міським військовим комісаріатом, проходив службу в реактивній артилерійській батареї реактивного артилерійського дивізіону 27-го реактивного артилерійського полку (в/ч А1476, Суми) на посаді «старший механік — водій».
Загинув 13 квітня 2014 року під час виконання обов'язків військової служби. В ході передислокації 8-ї реактивної батареї військової частини А1476 з району бойового злагодження в район бойового призначення за маршрутом смт Гончарівське Чернігівської області — місто Ромни Сумської області, в селі Довгополівка Роменського району, водій транспортно-заряджаючої машини 9Т452 не впорався з керуванням під час руху з крутого спуску. Автомобіль з'їхав з мосту та перекинувся у водоймище. В результаті водій Олексій Вдовенко та санінструктор батареї Максим Аранчій загинули на місці, а оператор спецтехніки отримав тілесні ушкодження.
Похований на Спаському кладовищі селища Вороніж.
Залишились дружина Галина і донька.

## Вшанування
Ім'я солдата Олексія Вдовенка вписане на пам'ятнику загиблим військовослужбовцям 27-ї реактивної артилерійської бригади (місто Суми).